# Анджей Мулярчик
Анджей Едвард Мулярчик (пол. Andrzej Edward Mularczyk; 13 червня 1930, Варшава — 21 червня 2024) — польський письменник, кіносценарист, автор репортажів, творець радіоп'єс.

## Біографія
Місцем його літературного дебюту став підпільний журнал «Dźwigary», який опублікував його (анонімно) у 1943 році. Після війни відвідував середню школу. Тадеуша Рейтана у Варшаві. У 1949 році розпочав журналістську діяльність, паралельно навчаючись на факультеті журналістики Варшавського університету. Закінчив ці студії в 1955 році, того ж року вступив до Спілки польських письменників. У 1948—1955 роках був членом ЗМП.
У 1953 році розпочав співпрацю з Польським радіо, а в 1955 р. перейшов на постійну роботу . Був репортером і колумністом тижневика «Świat». У 1964 році став членом Товариства польських кінематографістів. У 1970—1977 роках працював літературним керівником кіностудії Iluzjon Film Group. Член Асоціації польських письменників та Польської кіноакадемії.
Близько 40 фільмів створено за його сценаріями, включають трилогію Sami swoi, Nie ma mocch, Kochaj albo lecia, а також телесеріал Dom. Він також був співавтором сценарію до фільму Анджея Вайди «Катинь». Автор публікації Post mortem: Катинь — кіноповість, присвячена Катинському розстрілу. Під псевдонімом Анджей Юрек разом із Єжи Яніцьким написав сценарій до фільму Я розраховую на твої гріхи.

## Антологія
У 2006 році видавництво Адама Маршалека в Торуні опублікувало текстову антологію зі сценаріями радіоп'єс Анджея Мулярчика під назвою Cicho, whisperem i na ucho, яка є першою частиною радіосерії Польського радіо . Збірка складається з оригінальних текстів п'ятнадцяти радіоп'єс, які транслювалися на Польському радіо в 1981—2005 роках у постановці Театру польського радіо :
1. З глибини вод,
2. Кожної першої неділі,
3. Горила, або останнє завдання,
4. Будинок на кістках, або побачимось, наша надія,
5. Цирк пішов, леви залишилися,
6. Дурний,
7. Соло для труби,
8. Вільний пес Іван,
9. Ця краса, що пішла до собак,
10. Веселий оркестр вічного спочинку,
11. Інший берег, або наречений в траурі,
12. Болеро,
13. Тихо, пошепки і на вухо,
14. Кінець світу щодня,
15. Хепенінг, або нічна комедія з катафалком на задньому плані.

## Фільмографія (сценарій)
- 1958 : Місто
- 1964 : Політ припинено
- 1966 : Хто знає…
- 1967 : Самі свої
- 1967 : Юлія, Анна, Геновефа…
- 1971 : Ви все ще можете почути спів. І іржання коней…
- 1971 : Крос
- 1973 : Одного разу король
- 1973 : Дорога
- 1974 : Сильних немає
- 1974 : Тінь тієї весни
- 1974 : Голови, повні зірок
- 1975 : Надзвичайно тиха людина
- 1976 : Останнє таке тріо
- 1977 : Люби або покинь
- 1978 : Родина Полянецьких
- 1978 : Великий вибух
- 1980 : Дім
- 1982 : Запасний вихід
- 1982 : Мені легко
- 1983 : Мариня
- 1986 : Колія
- 1988 : За п'ять хвилин до свистка
- 1988 : Кесарів розтин
- 1989 : Горила, або останнє завдання…
- 1994 : Це те, що є
- 1999 : Ворота в Європу
- 2004 : Чудом врятовано
- 2007 : Катинь (з Анджеєм Вайдою)
- 2010 : Блондинка
- 2016 : Післяобрази

## Книжкові видання
- Товариші з Домброви (співавтор: Єжи Яніцький, 1953)
- Карусель (1954)
- Зірки в калюжах (1957)
- Метрики, доступні для перегляду (співавтор: Кшиштоф Конколевський, 1963)
- Наші (1967)
- Що комусь сниться (1968)
- Ще чути, як коні співають і іржуть. Кінооповідання (1971)
- Немає сильних (1974)
- Що станеться завтра (1975)
- You've Gotta Drink It Down (1976)
- Надзвичайно спокійна людина (1977)
- Квіти з пір'я (1978)
- Свіжий запах дикої м'яти (1979)
- Великий вибух (1979)
- Чиє життя я прожив (1983)
- Чудом врятований (1989)
- Сплінтер (1989)
- сестра. Історія певного злочину (1990)
- Божий смітник (1993)
- Люби або покинь (1994)
- Польські кохання (1998)
- Будинок. Кіноповість (співавтор: Єжи Яніцький, 1998)
- Тихо, пошепки і на вухо (2006)
- Польські кохання та п'ять нових історій (2006)
- Посмертно. Катинь. Кіноповість (2007)
- Кожен живе як знає (2011)
- Шлях (2015)
- Що комусь сниться та інші історії (2015)

## Нагороди та відзнаки
- 1975 — Золотий Хрест Заслуги
- 1975 р. — нагрудний знак «Заслужений діяч культури».
- 1975 — Медаль Комісії народної освіти[9]
- 1988 р. — Премія міністра національної оборони І ступеня в галузі літератури
- 1989 — Prix Italia в категорії художня література за сценарій радіоп'єси «З глибини води»
- 1996 — Приз Італії в категорії художня література за сценарій радіоп'єси Цирк пішов, леви залишилися
- 1996 — Головна премія Останкінська премія '96 за Балкон на Головній[10]
- 1996 — Почесний Великий Сплендор[11]
- 2001 — Офіцерський хрест Ордена Відродження Польщі (за видатний внесок у мистецьку діяльність)[12]
- 2001 — Супер Віктор за життєві досягнення
- 2005 — Діамантовий мікрофон (за комплексну радіотворчість, особливо в царині драматургії, та за 45-річну співтворчість унікального радіороману «W Jeziorany»)[6]
- 2010 — Срібна медаль «За заслуги перед культурою Gloria Artis»[13]
- 2011 — Командорський хрест Ордену Відродження Польщі (за видатні заслуги перед Польським радіо)[14]